# شرور
شرور هي بلدة تقع في جمهورية نخجوان الذاتية، يبلغ عدد سكانها 7 ألاف نسمة.